# Новые Самоцветы
«Но́вые Самоцве́ты» — российская группа, исполняющая зарубежные и советские хиты 1970—1990-х годов, а также собственные песни. Создана в 2006 году Юрием Маликовым и Инной Маликовой, как кавер-исполнитель (продолжение) вокально-инструментального ансамбля «Самоцветы».

## История
«Новые Самоцветы» — группа, созданная в 2006 году Инной Маликовой и её отцом — Юрием Маликовым в честь 35-летия группы «Самоцветы». 
В состав новой группы вошли Инна Маликова, Александр Постоленко, Яна Дайнеко и Михаил Веселов. Первое выступление состоялось в Государственном Кремлёвском дворце.
В 2009 году ансамбль выпустил дебютный альбом «Инна Маликова & Самоцветы NEW», включающий 13 композиций: «Все, что в жизни есть у меня», «Льется музыка», «Новогодние игрушки» и другие. В 2012 году композитор Сергей Ревтов написал для коллектива первый сольный сингл «Помнишь Modern Talking». На эту композицию группа сняла клип, режиссером которого стал Хиндрек Маасик.
В 2014 году вышел второй альбом «Вся жизнь впереди, надейся и жги!». В пластинку вошли 20 песен. 12 октября того же года состоялся концерт-презентация этого альбома.
В 2015 году коллектив придумал концептуально новое решение для песни «Мир не прост», а режиссер Марат Адельшин снял клип на композицию.
Весной 2016 года в честь своего 10-летия группа дала концерт в Backstage Crocus City. Вскоре вышла вторая авторская песня группы «Сердце не камень». Режиссером видео выступил Евгений Курицын.
В 2017 году, к 30-летию песни Дмитрия Маликова «Ты моей никогда не будешь», «Новые Самоцветы» сделали ремейк этой композиции.
В 2018 году к 12-летию группы «Новые Самоцветы» выпустили свой третий по счету альбом с символическим названием «12». В пластинку вошли как известные композиции разных лет, так и новые авторские песни: «Склеим», «Раны» и другие. Весной 2018 года группа представила видеоклип на песню «Склеим». Главные роли исполнили Инна Маликова и актёр Дмитрий Певцов. Режиссером стал Глеб Сущев.
В декабре 2018 года «Новые Самоцветы» выпустили альбом «Зима».
Зимой 2019 года группа представила клип на песню «Лунная ночь». Режиссером стал Георгий Волев.
15 октября 2021 года коллектив отметил 15-летний юбилей, выпустив пятый альбом «Просто не верится».
Осенью 2023 года выпущена новая версия песни «Отражение в воде». Режиссером клипа выступил Георгий Волев.
Более чем за 17 лет работы «Новые Самоцветы» придали новое звучание таким хитам как «Мир не прост», «Вся жизнь впереди», «Прощай», «Синий иней», «Venus», «В последний раз». Также коллектив записал ряд собственных песен, снял несколько клипов как на старые, так и на новые композиции.
За 17 лет работы нами было сделано более 150 песен. Да, это в основном каверы, но вы не представляете, как сложно сделать старую советскую песню актуальной сегодня.
За эти годы артисты успели объехать с гастролями всю страну.. Состав коллектива ни разу не менялся. В прессе «Новые Самоцветы» нередко называют «лучшей кавер-группой России». В ответ на замечания, что группа просто воспользовалась известным брендом, И. Маликова отвечала:
Может быть, потому наш коллектив и получил такую популярность, что мы нашли для старых песен правильное современное звучание. Конечно, есть люди, которые признают композиции той эпохи только в аутентичном звучании, в то же время более молодое поколение хочет слушать их в наших обработках.

## Состав коллектива
- Инна Маликова (род. 1 января 1977) — руководитель и продюсер группы «Новые Самоцветы».
- Яна Дайнеко (род. 5 июля 1981) — училась в Московской школе № 1113 с углубленным изучением музыки и хореографии. Пела в Большом всесоюзном детском хоре радио и телевидения под руководством Виктора Сергеевича Попова (1934 - 2008). Закончила Плехановскую академию по специальности «финансовый менеджмент». Параллельно занималась вокалом с частными преподавателями из эстрадно-джазового училища и своим отцом, солистом ансамбля «Белорусские Песняры» Валерием Дайнеко. В 2002 году начала работать в проекте «Поющие вместе». Два года работала вместе с певицей Натальей Подольской, выступала с ней на «Евровидении».[27]
- Александр Постоленко (род. 24 августа 1979) — закончил музыкальную школу и музыкальное училище в г. Бийске. Работал артистом хора в театре оперы и балета в г. Новосибирске. Играл в вокально-инструментальном ансамбле. Участвовал в конкурсе молодых эстрадных исполнителей. Пять лет подряд выступал с командой КВН на международном фестивале в Сочи. В 2003 году окончил дирижерско-хоровое отделение Новосибирской консерватории и Академию Искусств в г. Санкт-Петербурге. В 2005 году был участником конкурса «Новая Волна». Александр Постоленко — один из первых русских исполнителей роли Гренгуара в мюзикле Notre Dame de Paris[28], участник мюзиклов «Ромео и Джульетта»[29], «Пророк», «Граф Монте-Кристо[30]», «Граф Орлов»[31]. В 2015 году стал участником популярного телевизионного шоу «Голос», 1 канал.[32]
- Михаил Веселов (род. 29 сентября 1978) — учился в Московской школе № 1113 с углубленным изучением музыки и хореографии, затем учился в ГИТИС — РАТИ по специальности актер эстрады. Отец был музыкантом, работал в джазовых коллективах. Мама пела в музыкальном ансамбле Льва Лещенко, была ведущей программы «Шире круг». Записывал свои первые песни на студии Льва Лещенко. Сотрудничал с Игорем Крутым и Иосифом Пригожиным. В 1999 году закончил эстрадный факультет ГИТИСа. Занял третье место на пятой «Фабрике звезд» под руководством Аллы Пугачевой. Озвучил одну из главных ролей в High School Musical.

## Съёмки в телевизионных передачах
Группа является гостем телевизионных каналов: Первый канал, Россия 1, RuTV, МУЗ-ТВ, НТВ, Life News, ТВ Центр, ОТР, Жара, Rusong TV, Music Box Russia.
«Новые Самоцветы» принимали участие в телепередачах и концертах: «Субботний вечер», «Угадай мелодию», «Голубой огонёк», «Старые песни о главном», «Гости по воскресеньям», «Жди меня», «Модный приговор», «МУЗ-ТВ: 20 лет в прямом эфире», «Жара в Вегасе», «Смеяться разрешается», «Сегодня Вечером», «Звезды Русского Радио», «Дискотека МУЗ-ТВ», фестиваль «ЖАРА», «Русское Рождество», «Необыкновенный Огонёк», «Танцы! Ёлка! Муз-Тв!», «Марка № 1 в России», «Юбилейный концерт Льва Лещенко».

## Радиоротации
Музыка Новых Самоцветов ротируется на радиостанциях Русское радио, Авторадио, Радио Дача, Милицейская Волна, Дорожное радио, Весна Fm, Радио Мелодия, Страна FM, Радио Romantika

## Дискография
- «Инна Маликова & Самоцветы NEW» (2009)
- «Вся жизнь впереди, надейся и жги!» (2014)[41]
- «12» (2018)[42]
- «Зима» (2018)[16]
- «Просто не верится» (2021)[43]

## Клипы
- «Помнишь Modern Talking» (2012)
- «Вся жизнь впереди» (2014)
- «Мир не прост» (2015)
- «Сердце не камень» (2016)
- «Склеим» (2018)
- «Лунная ночь» (2019)
- «Отражение в воде» (2023)

## Продюсеры
- Инна Маликова
- Александр Максимов

## Чарты
- ТОП-20 Самые популярные треки (продажа и подписка). Песня «Помнишь Modern Talking»[44]
- ТОП-20 Самые популярные альбомы. Альбом «Вся жизнь впереди»[45]
- ТОП-20 Самые популярные треки (продажа и подписка). Песня «Синий Иней»[46]
- ТОП-30 Стриминг. Песня «Все, что в жизни есть у меня» (Dj Nejtrino & Dj Baur)[47]

## Версии советских песен 1970—1980-х годов
- В последний раз (музыка и слова Хосе Луис Пералес, русский текст Владимир Луговой) — солистка Инна Маликова[48]
- Всё, что в жизни есть у меня (Мир не прост) (Вячеслав Добрынин — Леонид Дербенёв) — унисонное пение с фрагментами сольного вокала всех участников группы[49][50]
- Наши любимые (Давид Тухманов — Игорь Шаферан) — солистка Яна Дайнеко[51]
- Прощай (Вячеслав Добрынин — Леонид Дербенёв) — солист Александр Постоленко